# Marco Abate
Marco Abate (Milão, 29 de agosto de 1962) é um matemático italiano.
Abate estudou matemática na Universidade de Pisa obtendo o diploma em 1985 e após estudos na Universidade do Sul da Califórnia e na Universidade da Califórnia em Berkeley, obteve com pós-graduação na Escola Normal Superior de Pisa um doutorado em 1988, orientado por Edoardo Vesentini, com a tese "Iteration Theory of Holomorphic Maps on Taut Manifolds". Em seguida lecionou na Universidade de Ancona, na Universidade de Roma Tor Vergata e foi a partir de 2001 professor de geometria na Universidade de Pisa.
Trabalha com geometria diferencial, sistemas dinâmicos, teoria de Teichmüller e dinâmica holomorfa.
Foi pesquisador visitante dentre outras instituições em Berkeley, no Instituto Nacional de Matemática Pura e Aplicada na cidade do Rio de Janeiro, em Quioto e no Instituto Mittag-Leffler.
Recebeu em 1989 o Prêmio Giuseppe Bartolozzi.
É também autor de histórias em quadrinhos (série Lazarus Ledd), divulgando a matemática desta forma.

## Obras
- An introduction to hyperbolic dynamical systems. I.E.P.I. Pisa, 2001.
- com  G. Patrizio: Finsler Metrics - A Global Approach, Lecture Notes in Mathematics 1591, Springer, Berlim, 1994.
- Iteration theory of holomorphic maps on taut manifolds. Mediterranean Press, Cosenza, 1989.
- Matematica e Statistica. McGraw-Hill Libri Italia, Milano, 2009.
- Editor: Perché Nobel? Springer Italia, Milano, 2008 (Leistungen von Nobelpreisträgern der vorhergegangenen Jahre, aus einer Seminarreihe in Pisa).
- com F. Tovena: Curve e superfici. Springer Italia, Milano, 2006.
  - Tradução em inglês: Curves and Surfaces, Springer 2011.
- com C. de Fabritiis: Geometria analitica con elementi di algebra lineare. McGraw-Hill Libri Italia, Milano, 2006.
- Algebra lineare. McGraw-Hill Libri Italia, Milano, 2000.
- com C. de Fabritiis: Esercizi di Geometria. McGraw-Hill Libri Italia, Milano, 1999.
- Geometria. McGraw-Hill Libri Italia, Milano, 1996.
- com F. Tovena: Geometria Differenziale, Springer Italia 2011.